# Limerick (stacja kolejowa)
Limerick (ang: Limerick railway station) – stacja kolejowa w Limerick, w hrabstwie Limerick, w Irlandii. Znajduje się na Parnell St, i jest główną stacją w sieci Limerick Suburban Rail.
Stację otwarto w dniu 28 sierpnia 1858 r., zastępując tymczasowa stację 500 m dalej na wschód, który działa od 9 maja 1848 roku. Została zbudowana przez Waterford and Limerick Railway (W & LR), której pierwszy pociąg z Tipperary przybył we wtorek 9 maja 1848, ze stacjami pośrednimi w Killonan, Pallasgreen i Oola (wszystkie już zamknięte). Dwa miesiące później GS&WR połączyło stację z linią Dublin-Cork zgodnie z W&LR w Limerick Junction, w pobliżu Tipperary. Prace ta zostały przeprowadzone w czasie wielkiego głodu w Irlandii, co było trudne finansowo dla firmy.
Oryginalnej nazwie stacji „Limerick”, nadano nazwę Colbert w dniu 10 kwietnia 1966 roku w rocznicę Conna Colberta, jednego z przywódców Powstania Wielkanocnego z 1916 roku.
Stacja jest końcem linii Limerick-Dublin i Limerick-Galway. Połączenia do Cork mogą być wykonywane przez Limerick Junction. Linia Limerick-Sligo jest użytkowana tylko do Athenry, umożliwiając planowane ponowne stopniowe otwarcie jako zachodni korytarz.
Bezpośrednie połączenie do Cork i na North Kerry line do Tralee zostały rozebrane w XX wieku. Dworzec Bus Éireann w Limerick jest w sąsiedztwie, oferując połączenia Intercity, Express i Eurolines. Części teledysku do piosenki Westlife My Love były kręcone na stacji Colbert.